# İstanbul Futbol Ligi 1930/31

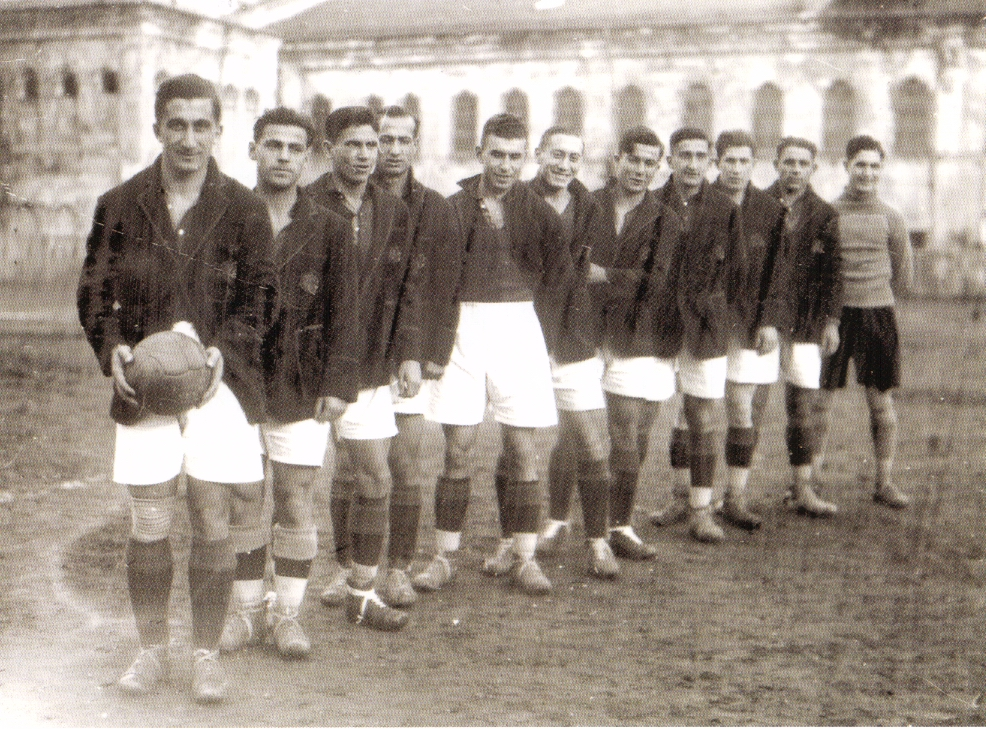
Die Meister der Saison 1930/31: Galatasaray Istanbul.

Die İstanbul Futbol Ligi 1930/31 war die 17. ausgetragene Saison der İstanbul Futbol Ligi. Meister wurde zum neunten Mal Galatasaray Istanbul.

## Abschlusstabelle
Punktesystem
Sieg: 3 Punkte, Unentschieden: 2 Punkte, Niederlage: ein Punkt
| Pl. | Verein               | Sp. | S  | U | N  | Tore    | Diff. | Punkte |
| --- | -------------------- | --- | -- | - | -- | ------- | ----- | ------ |
| 1.  | Galatasaray Istanbul | 14  | 10 | 3 | 1  | 049:120 | +37   | 37     |
| 2.  | Fenerbahçe Istanbul  | 14  | 10 | 1 | 3  | 064:120 | +52   | 35     |
| 3.  | Beşiktaş Istanbul    | 14  | 8  | 3 | 3  | 033:130 | +20   | 33     |
| 4.  | Vefa Istanbul        | 14  | 7  | 1 | 6  | 033:230 | +10   | 29     |
| 5.  | Beykozspor           | 14  | 5  | 2 | 7  | 020:280 | −8    | 26     |
| 6.  | İstanbulspor         | 14  | 5  | 2 | 7  | 020:240 | −4    | 26     |
| 7.  | Süleymaniye          | 14  | 3  | 3 | 8  | 016:470 | −31   | 23     |
| 8.  | Anadolu              | 14  | 0  | 1 | 13 | 008:840 | −76   | 15     |

## Kreuztabelle
Die Kreuztabelle stellt die Ergebnisse aller Spiele dieser Saison dar. Die Heimmannschaft ist in der linken Spalte, die Gastmannschaft in der oberen Zeile aufgelistet.
| 1930/31              | Galatasaray Istanbul | Fenerbahçe Istanbul | Beşiktaş Istanbul | Vefa Istanbul | Beykozspor | İstanbulspor | SUM  | ANA  |
| -------------------- | -------------------- | ------------------- | ----------------- | ------------- | ---------- | ------------ | ---- | ---- |
| Galatasaray Istanbul |                      | 1:1                 | 3:1               | 4:1           | 6:1        | 3:0          | 4:1  | 9:0  |
| Fenerbahçe Istanbul  | 2:0                  |                     | 1:0               | 4:0           | 5:2        | 2:0          | 13:0 | 16:0 |
| Beşiktaş Istanbul    | 1:3                  | 1:0                 |                   | 2:0           | 2:0        | 3:0          | 5:1  | 6:0  |
| Vefa Istanbul        | 1:4                  | 2:0                 | 1:1               |               | 3:1        | 3:0          | 7:1  | 6:1  |
| Beykozspor           | 2:2                  | 1:2                 | 1:2               | 2:1           |            | 1:0          | 1:2  | 4:1  |
| İstanbulspor         | 1:1                  | 4:3                 | 2:2               | 3:0           | 0:1        |              | 1:0  | 4:0  |
| Süleymaniye          | 0:5                  | 1:4                 | 1:1               | 0:2           | 1:1        | 3:0          |      | 3:1  |
| Anadolu              | 0:4                  | 0:11                | 0:6               | 0:6           | 1:2        | 2:5          | 2:2  |      |

## Die Meistermannschaft von Galatasaray Istanbul
| 1. | Galatasaray Istanbul |
|    | - Tor: Ulvi Yenal (2/–); Avni Kurgan (14/–) - Abwehr: Burhan Atak (7/2); Vahyi Oktay (14/–) - Mittelfeld: Nihat Bekdik (13/–), Mithat Ertuğ (12/1); Suphi Batur (6/–); Şakir Baruer (10/2); Hüseyin Şakir (6/–); Müçteba Remzi (5/–); Muammer Çakınay (1/–) - Angriff: Mehmet Leblebi (14/7); Ercüment Işıl (3/2); Rebii Erkal (13/4); Kemal Faruki (14/13); Latif Yalınlı (10/10); Celal Şefik (1/1); Necdet Cici (9/7) - Trainer: Gusztáv Limbeck ( Ungarn) |